# Arquidiócesis de Gagnoa
La arquidiócesis de Gagnoa (en latín: Archidioecesis Gagnoaënsis y en francés: Archidiocèse de Gagnoa) es una circunscripción eclesiástica de la Iglesia católica en Costa de Marfil. Se trata de una arquidiócesis latina, sede metropolitana de la provincia eclesiástica de Gagnoa. Desde el 4 de octubre de 2023 es sede vacante y su administrador apostólico es el obispo Jean-Jacques Koffi Oi Koffi.

## Territorio y organización
La arquidiócesis tiene 19 949 km² y extiende su jurisdicción sobre los fieles católicos de rito latino residentes en las regiones existentes hasta 2011 de Sud-Bandama y Fromager. Actualmente el territorio forma parte del distrito de Gôh-Djiboua, a excepción de una parte del exdepartamento de Divo de la exregión de Sud-Bandama, que se integró al distrito de Bas-Sassandra.
La sede de la arquidiócesis se encuentra en la ciudad de Gagnoa, en donde se halla la Catedral de Santa Ana.
La arquidiócesis tiene como sufragáneas a las diócesis de: Daloa, Man y San-Pédro en Costa de Marfil.
En 2021 en la arquidiócesis existían 44 parroquias.

## Historia
La diócesis de Gagnoa fue erigida el 25 de junio de 1956 mediante la bula Sanctissimum ac gravissimum del papa Pío XII, obteniendo el territorio de la diócesis de Daloa. Originalmente fue sufragánea de la arquidiócesis de Abiyán.
El 23 de octubre de 1989 cedió una parte de su territorio para la erección de la diócesis de San-Pédro en Costa de Marfil mediante la bula Quo efficacius del papa Juan Pablo II.
El 19 de diciembre de 1994 la diócesis fue elevada al rango de arquidiócesis metropolitana mediante la bula Cum in Litore Eburneo del papa Juan Pablo II.

## Estadísticas
Según el Anuario Pontificio 2022 la arquidiócesis tenía a fines de 2021 un total de 400 220 fieles bautizados.
| Año                                                                             | Población            | Población | Población      | Sacerdotes | Sacerdotes    | Sacerdotes    | Bautizados por sacerdote | Diáconos permanentes | Religiosos | Religiosos | Parroquias |
| Año                                                                             | Bautizados católicos | Total     | % de católicos | Total      | Clero secular | Clero regular | Bautizados por sacerdote | Diáconos permanentes | Varones    | Mujeres    | Parroquias |
| ------------------------------------------------------------------------------- | -------------------- | --------- | -------------- | ---------- | ------------- | ------------- | ------------------------ | -------------------- | ---------- | ---------- | ---------- |
| 1969                                                                            | 71 804               | 442 144   | 16.2           | 84         | 48            | 36            | 854                      |                      | 47         | 41         | 18         |
| 1980                                                                            | 111 000              | 987 000   | 11.2           | 43         | 14            | 29            | 2581                     |                      | 36         | 61         | 22         |
| 1990                                                                            | 102 666              | 750 000   | 13.7           | 41         | 35            | 6             | 2504                     |                      | 15         | 45         | 17         |
| 1999                                                                            | 128 000              | 1 157 000 | 11.1           | 64         | 61            | 3             | 2000                     |                      | 17         | 61         | 26         |
| 2000                                                                            | 122 032              | 1 091 046 | 11.2           | 69         | 63            | 6             | 1768                     |                      | 16         | 50         | 29         |
| 2001                                                                            | 127 887              | 1 141 769 | 11.2           | 72         | 65            | 7             | 1776                     |                      | 18         | 49         | 29         |
| 2004                                                                            | 133 920              | 1 362 694 | 9.8            | 87         | 80            | 7             | 1539                     |                      | 18         | 49         | 30         |
| 2006                                                                            | 144 000              | 1 425 000 | 10.1           | 114        | 112           | 2             | 1263                     |                      | 10         | 53         | 34         |
| 2013                                                                            | 289 000              | 1 492 000 | 19.4           | 98         | 98            |               | 2948                     |                      | 6          | 47         | 38         |
| 2016                                                                            | 512 701              | 1 609 682 | 31.9           | 107        | 107           |               | 4791                     |                      | 8          | 79         | 40         |
| 2019                                                                            | 396 676              | 2 483 813 | 16.0           | 128        | 124           | 4             | 3099                     |                      | 16         | 70         | 42         |
| 2021                                                                            | 400 220              | 2 525 869 | 15.8           | 107        | 104           | 3             | 3740                     |                      | 12         | 79         | 44         |
| Fuente: Catholic-Hierarchy, que a su vez toma los datos del Anuario Pontificio. |                      |           |                |            |               |               |                          |                      |            |            |            |

## Episcopologio
- Jean Marie Etrillard, S.M.A. † (4 de julio de 1956-11 de marzo de 1971 renunció)
- Noël Kokora-Tekry † (11 de marzo de 1971-15 de mayo de 2001 retirado)
- Jean-Pierre Kutwa (15 de mayo de 2001-2 de mayo de 2006 nombrado arzobispo de Abiyán)
- Barthélémy Djabla † (21 de julio de 2006-15 de septiembre de 2008 falleció)
- Joseph Aké Yapo (22 de noviembre de 2008-4 de octubre de 2023 renunció)
  - Jean-Jacques Koffi Oi Koffi, desde el 4 de octubre de 2023 (administrador apostólico)